# Timkó György (botanikus)
Timkó György (Ungvár, 1881. április 23. – Budapest, 1945. szeptember 13.) botanikus, etnográfus. Botanikai szakmunkákban nevének rövidítése: „Timkó”. Timkó Imre öccse.

## Életrajza
A budapesti tudományegyetemen végezte tanulmányait, a természetrajz-földrajz szak elvégzése után, 1902-ben az MNM néprajzi osztályán lett gyakornok. Geológiai és paleontológiai, földrajzi, valamint (tárgyi) néprajzi kutatásokat folytatott. Később az Magyar Nemzeti Múzeum növénytárának munkatársa lett, ahol a zuzmókkal, főleg a Buda-Pilisi-hegyek és az Alföld zuzmóival foglalkozott.
1904-ben részt vett a budapesti Természetrajzi Szövetség megszervezésében, annak első főtitkára, majd elnöke volt. Tevékenyen kivette részét a budapesti természettudományi múzeum számára Budapest környéke természeti kincseinek gyűjtéséből.
Többekkel együtt szerkesztette a szövetség első Évkönyvét (Budapest, 1905). Néprajzi cikkei 1904 – 1909 között a Néprajzi Osztály Értesítőjében jelentek meg

## Főbb művei
- Kitaibel Pál herbáriumának zuzmói (Budapest, 1944)